# Nationaal Centrum Alternatieven voor dierproeven
Het Nationaal Kennis Centrum Alternatieven voor dierproeven (NKCA) was een Nederlands onderzoeksinstituut dat de toepassing van alternatieven voor dierproeven (3V-alternatieven) stimuleerde en informatie hierover uitwisselde. De organisatie was een samenwerkingsverband tussen de Universiteit Utrecht en het Rijksinstituut voor Volksgezondheid en Milieu dat in 2010 door het Ministerie van Volksgezondheid, Welzijn en Sport was ingesteld. Ze werkte nauw samen met commerciële en academische onderzoeksinstellingen, overheid en maatschappelijke organisaties. 
Per 18 december 2014 werd het opgeheven als gevolg van de inwerkingtreding van de gewijzigde Wet op de dierproeven. Met de herziening werd de Europese richtlijn (2010/63/EU) ‘betreffende dierproeven in wetenschappelijk onderzoek’ ingevoerd in de nationale wetgeving in Nederland. Hiermee veranderde het organisatorische model voor de beoordeling van dierproeven. Hierbij gingen twee nieuwe instanties een grotere rol spelen. De Centrale Commissie Dierproeven (CCD) werd het centrale orgaan voor het verstrekken van projectvergunningen voor het uitvoeren van dierproeven. Het Nationaal Comité advies dierproevenbeleid (NCad) werd de adviesorganisatie op het gebied van dierproefbeleid. De activiteiten van het NKCA zijn gedeeltelijk overgenomen door het NCad 
Het NKCA was een voortzetting van het Nationaal Centrum alternatieven voor dierproeven (NCA).

## Kennis delen
Een belangrijke focus van het NKCA lag op de verbetering van de doorstroom van kennis in de keten van ontwikkeling van 3V-alternatieven naar uiteindelijke implementatie in regelgeving en toepassing in de dagelijkse onderzoekspraktijk. Het NKCA gaf inzicht in de rollen en verantwoordelijkheden van de diverse ketenpartners en bracht partijen uit de hele keten bij elkaar om kennis en ervaringen te delen.

## Expertise in 3V
Het NKCA was inhoudelijk betrokken bij een groot aantal commissies, workshops en symposia. Het NKCA publiceerde rapporten, maar ook wetenschappelijke artikelen. Zo publiceerde het NKCA onder andere de Programmeringsstudie Alternatieven voor Dierproeven waarin een viertal prioritaire onderzoekdomeinen is vastgesteld. Op basis hiervan heeft het ministerie van VWS een Actieplan Alternatieven voor Dierproeven 2011-2021 opgesteld. Het NKCA was als inhoudelijk adviseur betrokken bij de totstandkoming van dit actieplan.